# Anubis dissitus
Anubis dissitus är en skalbaggsart som beskrevs av Bates 1879. Anubis dissitus ingår i släktet Anubis och familjen långhorningar. Inga underarter finns listade i Catalogue of Life.